# John Wayne (chanson)
Pour l’article homonyme, voir John Wayne.
Pistes de Joanne
Joanne Dancin' in Circles
John Wayne est une chanson de l'artiste américaine Lady Gaga extraite de l'album Joanne. Sorti le 8 février 2017, le clip est le troisième support vidéo de l'album, faisant suite à Perfect Illusion et Million Reasons, sans tout autant être sortie comme troisième single de l’album.

## Écriture
John Wayne est écrit par Gaga, Mark Ronson, BloodPop, et Josh Homme. Le titre traite de l'addiction de la chanteuse aux mauvais garçons, tel que John Wayne, et du fait qu'elle soit consciente de commettre des erreurs dans sa vie amoureuse mais d'aimer cela. 

## Promotion
Afin de promouvoir son album, Gaga interprète John Wayne le 30 novembre 2016 au Victoria's Secret Fashion Show de Paris, aux côtés de mannequins portant les pièces de lingerie de la nouvelle collection de la célèbre marque américaine.
Profitant de l'importance médiatique dont elle est l'objet durant le mois de février 2017, du fait de sa performance à la mi-temps du Super Bowl et de l'annonce de sa tournée internationale Joanne World Tour, le titre John Wayne est choisi pour représenter l'album Joanne le 8 février 2017, par le biais d'un clip officiel. Il est dévoilé le 8 février 2017 en exclusivité sur la plateforme Apple Music puis le 9 février 2017 sur VEVO et YouTube.

## Réception critique
Andrew Unterberger, du magazine Billboard, décrit John Wayne comme un morceau pop-rock de cultures musicales différentes, soulignant ses paroles ironiques et les références à ses relations amoureuses précédentes, telle que celle qu'elle entretenait avec l'acteur américain Taylor Kinney. 
Spencer Kornhaber d'Atlantic écrit quant à lui que le cruel et absurde refrain de John Wayne offre un aperçu de ce que l'album Joanne aurait pu donner si Gaga avait utilisés les sonorités de ses anciens tubes, comme lorsqu'elle hurle « go faster ! » dans l'introduction de la chanson, pur exemple de ce qui a rendu Gaga extrêmement célèbre.  

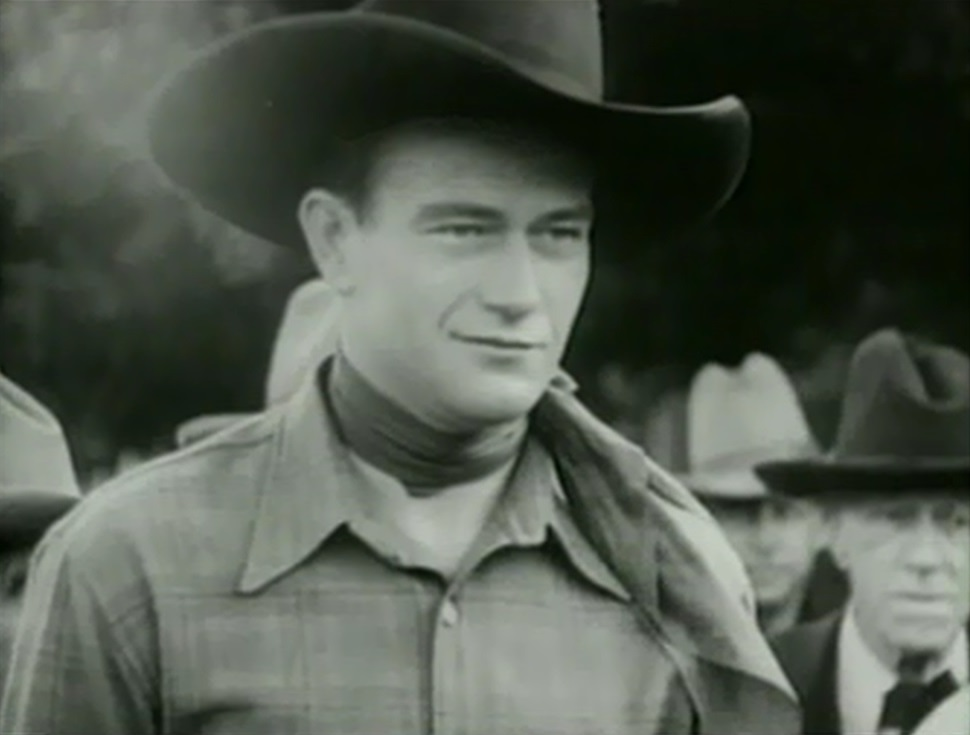
John Wayne, acteur américain, étant le sujet central de la chanson.

Maggie Malach de People recommande d'écouter le morceau lorsque vous voulez vous rebeller et ajoute qu'à l'aide de l'acteur américain John Wayne, le titre nous rappelle que certaines rencontres valent le coup.